# 10273 Katvolk
10273 Katvolk è un asteroide della fascia principale. Scoperto nel 1981, presenta un'orbita caratterizzata da un semiasse maggiore pari a 2,3529616 UA e da un'eccentricità di 0,1437486, inclinata di 3,59169° rispetto all'eclittica.